# چنار (خمین)
روستای چنار (خمین)، روستایی از توابع بخش مرکزی شهرستان خمین در استان مرکزی ایران است

## جمعیت
این روستا در دهستان حمزه لو قرار دارد و براساس سرشماری مرکز آمار ایران در سال ۱۳۸۵، جمعیت آن ۳۵۱ نفر (۱۱۸خانوار) بوده‌است.

## تاریخ روستا
قدیمی ترین مورد از ذکر نام در تاریخ به نوشته های هرودوت مورخ یونانی باز می گردد.

## آهودره
دره ای طولانی در شمال روستای چنار در میان کوه های سر به فلک کشیده هفتادقله است که در فصل بهار آبهای ناشی از ذوب شدن برف موجود در کوه ها را در خود جاری میکند. نام آهو دره برگرفته از سابقه وجود تعداد بالای آهو در منظقه است که متأسفانه به دلایل شکار بی رویه و همچنین تغییرات آب و هوایی سالیان اخیر اثری از آن باقی نمانده است.
در طول مسیر دره جای به جای درختان گردو متعلق توسط اهالی وجود دارد که با زحمت و تلاش فراوان در طول سالیان دراز به محصول نشسته اند. این درختان بخش عمده ای از معیشت ساکنین روستا را تامین می کنند.دام داری و تولید محصولات دامی همانند گوشت، لبنیات و روغن از دیگر طروق تامین معیشت اهالی است.

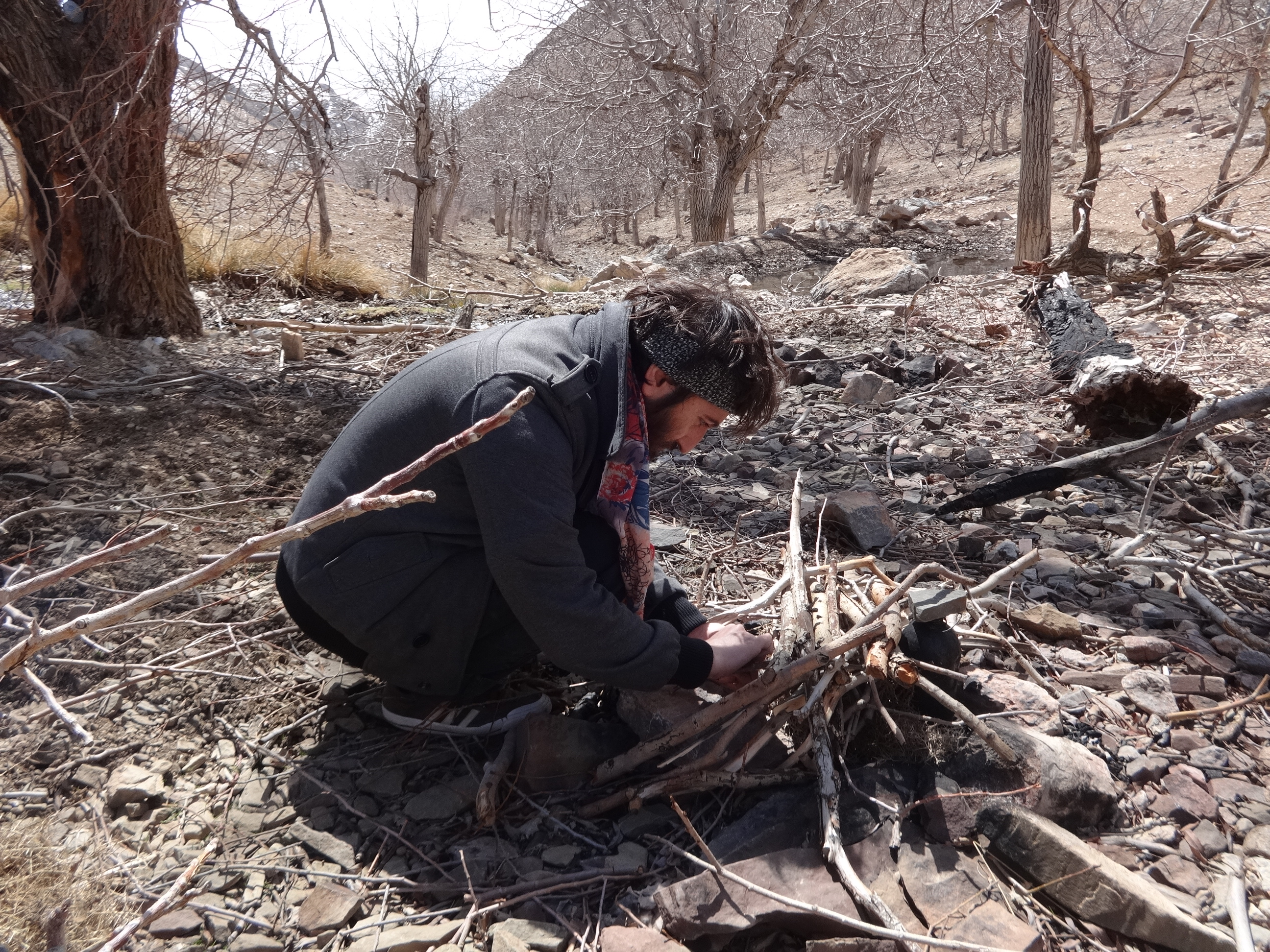

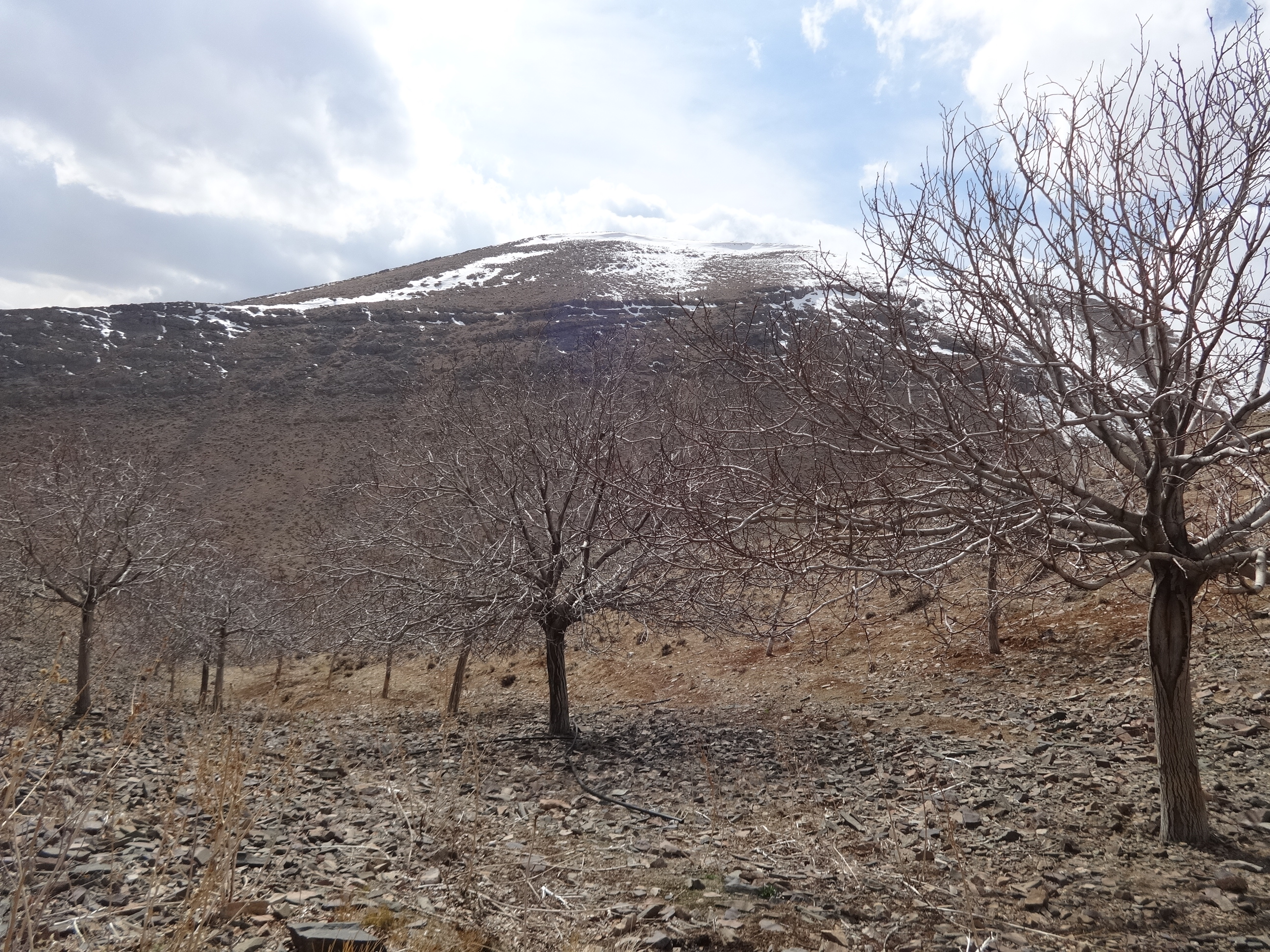

## قلعه باستانی روستای چنار
قلعه‌ای باستانی و شگفت‌انگیز در روستای چنار قرار گرفته که از جاذبه‌های تاریخی و بی‌نظیر شهر خمین به حساب می‌آید. این قلعه مالک خاص دارد. قلعه در ملک فرزندان آخرین کدخدای روستا قرار دارد.

## محصولات کشاورزی روستای چنار
عمده محصولات کشاورزی روستا عبارتند از: گردو، انگور، گندم، غله و سیفی جات. در سالهای گذشته بسیاری از اهالی به تولید گل گلایول می پرداختند.